# استر جونز
استر جونز (انگلیسی: Esther Jones؛ زادهٔ ۷ آوریل ۱۹۶۹) دونده اهل ایالات متحده آمریکا بود.
وی در مسابقات کشوری و بین‌المللی در مجموع برندهٔ ۲ مدال طلا، ۳ مدال برنز شده‌است.